# Казанова ди Торе (Перуђа)
Казанова ди Торе је насеље у Италији у округу Перуђа, региону Умбрија.
Према процени из 2011. у насељу је живело 811 становника. Насеље се налази на надморској висини од 413 м.